# Coper, Boyacá
Coper là một thị xã và đô thị ở Departamento Boyacá, thuộc phân vùng Western Boyacá.